# Eindhoven
Eindhoven (pron. italiana: /einˈdovɛn/, o meno correttamente: /ainˈdovɛn; in olandese: [ˈɛi̯ntɦoːvə(n)] ) è una città di 227100 abitanti nella provincia del Brabante Settentrionale, nei Paesi Bassi. Si tratta della quinta città del paese per popolazione, la più grande al di fuori del Randstad. L'area metropolitana include in totale circa 780000 persone, ed assieme agli altri principali centri della provincia (Tilburg, Breda, Den Bosch, Helmond) viene considerata parte di una rete di città fortemente interconnesse (la Brabantse Stedenrij) di circa due milioni di abitanti.
Eindhoven era originariamente situata alla confluenza del Dommel e del Gender, ma negli anni '50 il secondo è stato arginato a poca distanza dal centro della città, mentre il primo lo attraversa.
Tra i principali centri abitati vicini figurano Son en Breugel, Nuenen, Geldrop-Mierlo, Helmond, Heeze-Leende, Waalre, Veldhoven, Eersel, Oirschot e Best.

## Geografia fisica
I comuni dell'hinterland sono Son en Breugel, Nuenen, Gerwen en Nederwetten, Geldrop-Mierlo, Heeze-Leende, Waalre, Veldhoven, Oirschot, Eersel e Best. L'agglomerato raggiunge i 440 000 abitanti su una superficie di circa 540 km².

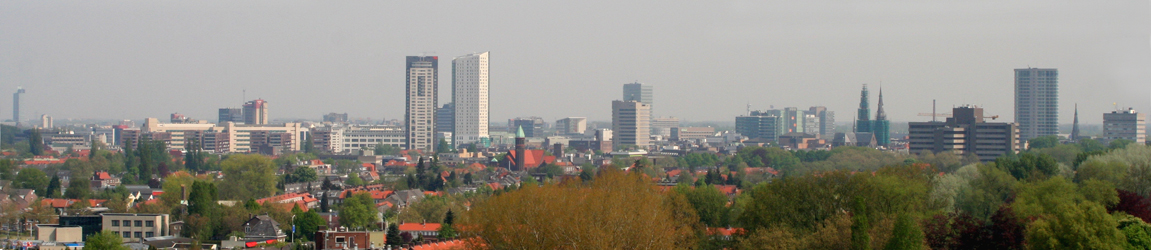
Panorama di Eindhoven

## Storia

### XIII–XV secolo
La storia scritta di Eindhoven iniziò nel 1232, quando il duca Enrico I di Brabante concesse i diritti della città ad Eindhoven, allora cittadina proprio alla confluenza dei torrenti Dommel e Gender. Al momento della concessione della sua carta, Eindhoven aveva circa 170 case racchiuse entro un bastione. Appena fuori dalle mura, sorgeva un piccolo castello. Alla città fu anche concesso il diritto di organizzare un mercato settimanale e gli agricoltori dei villaggi vicini furono obbligati a venire a Eindhoven per vendere i loro prodotti. Un altro fattore nella sua istituzione fu la sua posizione sulla rotta commerciale dall'Olanda a Liegi.
Intorno al 1388, le fortificazioni della città andarono ulteriormente rafforzate. E tra il 1413 e il 1420 fu costruito un nuovo castello all'interno delle mura cittadine. Nel 1486, Eindhoven fu saccheggiata e bruciata dalle truppe di Gheldria.

### XVI-XVIII secolo

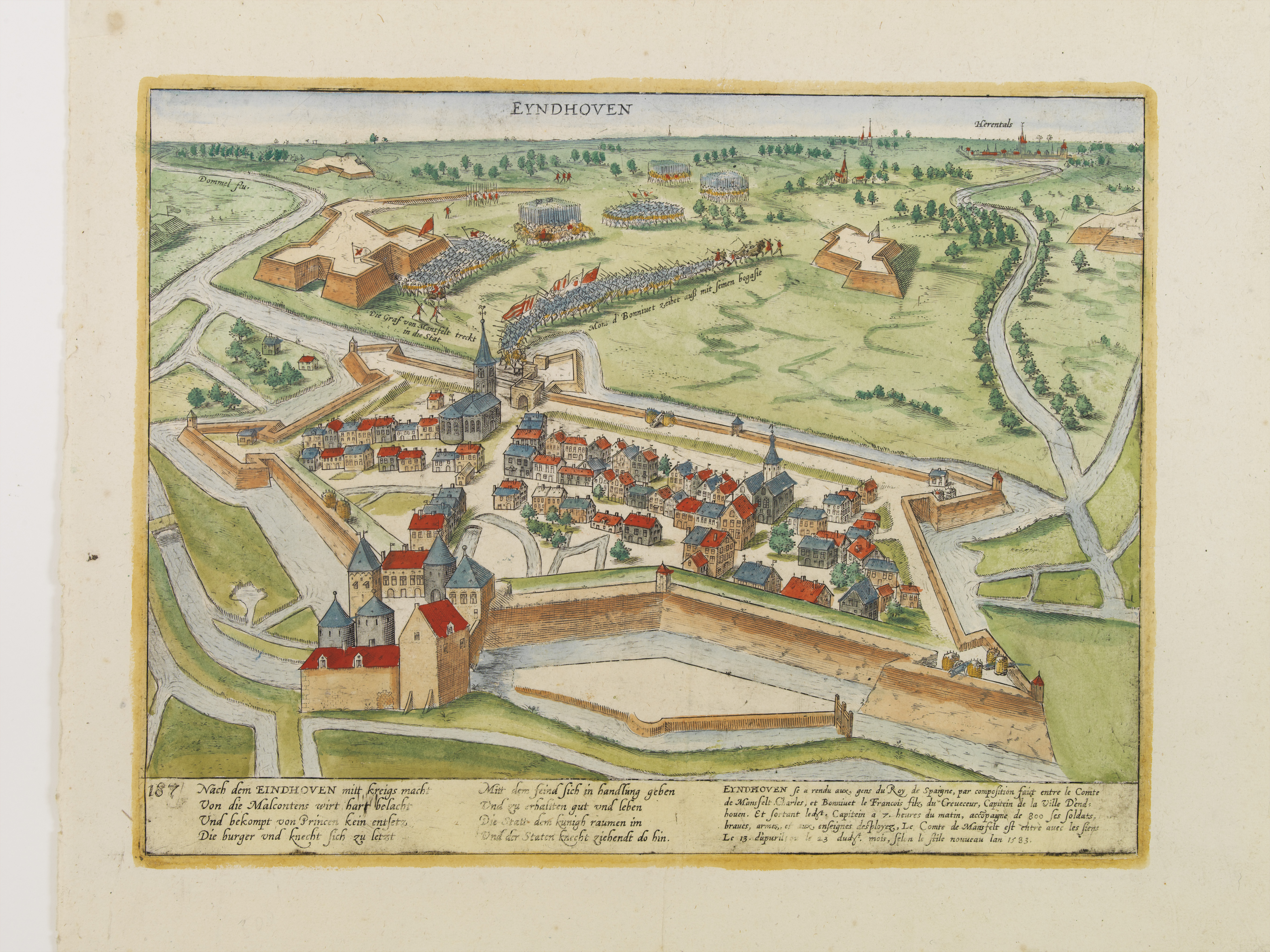
La cattura di Eindhoven nel 1583 di Frans Hogenberg

La ricostruzione di Eindhoven terminò nel 1502, con un bastione più resistente e un nuovo castello. Tuttavia, nel 1543 cadde di nuovo, essendo state trascurate le opere di difesa a causa della povertà.
Un grande incendio nel 1554 distrusse il 75% delle abitazioni, ma nel 1560 queste erano state ricostruite con l'aiuto di Guglielmo I d'Orange. Durante la rivolta dei pezzenti, Eindhoven passò di mano tra gli olandesi e gli spagnoli diverse volte, finendo bruciata dai soldati iberici rinnegati. Alla fine, nel 1583 finì catturata dalle truppe spagnole e le sue mura cittadine furono demolite.
Eindhoven non divenne parte dei Paesi Bassi fino al 1629. Durante l'occupazione francese, Eindhoven soffrì di nuovo con molte delle sue case distrutte dagli invasori. Da allora, Eindhoven rimase una città minore fino all'inizio della Rivoluzione industriale.

### XIX secolo
La Rivoluzione industriale del XIX secolo costituì un importante impulso alla crescita, essendosi ultimati canali, strade e ferrovie. Eindhoven era collegata al canale principale Zuid-Willemsvaart attraverso il ramo dell'Eindhovens Kanaal nel 1843 e collegata tramite ferrovia a Tilburg, 's-Hertogenbosch, Venlo e il Belgio tra il 1866 e il 1870. Le attività industriali inizialmente si concentravano sul tabacco e sui tessuti e esplosero con l'ascesa del colosso dell'illuminazione e di elettronica della Philips, nata proponendosi di commerciare lampade a incandescenza nel 1891.
L'industrializzazione stimolò la crescita demografica di Eindhoven. Alla fondazione del Regno dei Paesi Bassi nel 1815, Eindhoven contava 2.310 abitanti.

### XX secolo
Nel 1920 la popolazione era di 47.946 abitanti; nel 1925 era di 63.870 e nel 1935 era salito a 103.030. La crescita vorticosa dell'industria nella regione e le successive esigenze abitative dei lavoratori richiedevano cambiamenti radicali nell'amministrazione, poiché la città di Eindhoven era ancora confinata nei suoi confini del fissato medievale. Nel 1920, i cinque comuni limitrofi di Woensel (a nord), Tongelre (a nord-est e a est), Stratum (a sud-est), Gestel en Blaarthem (sudovest) e Strijp (ovest), i quali già convivevano con problematiche legate alle esigenze abitative e a ciò che ne conseguiva, si fusero nel nuovo comune di Groot-Eindhoven ("Grande Eindhoven"). Il prefisso "Groot-" andò successivamente eliminato.
Dopo l'incorporazione del 1920, i cinque ex comuni divennero distretti del comune di Eindhoven, con Eindhoven-Centrum (la città propriamente detta) che ne costituiva il sesto. Da allora, si formò un'ulteriore settima unità amministrativa dividendo il distretto più grande, quello di Woensel, in Woensel-Zuid e Woensel-Noord.
L'inizio del XX secolo vide affermarsi nell'industria il mercato delle automobili, dell'azienda produttrice di camion Van Doorne's Aanhangwagenfabriek (fabbrica di rimorchi) (DAF) che è stata successivamente ribattezzata Van Doorne's Automobiel Fabriek e il successivo spostamento verso l'elettronica e l'ingegneria, con il declino delle industrie tradizionali del tabacco e del tessile, infine scomparse negli anni '70.

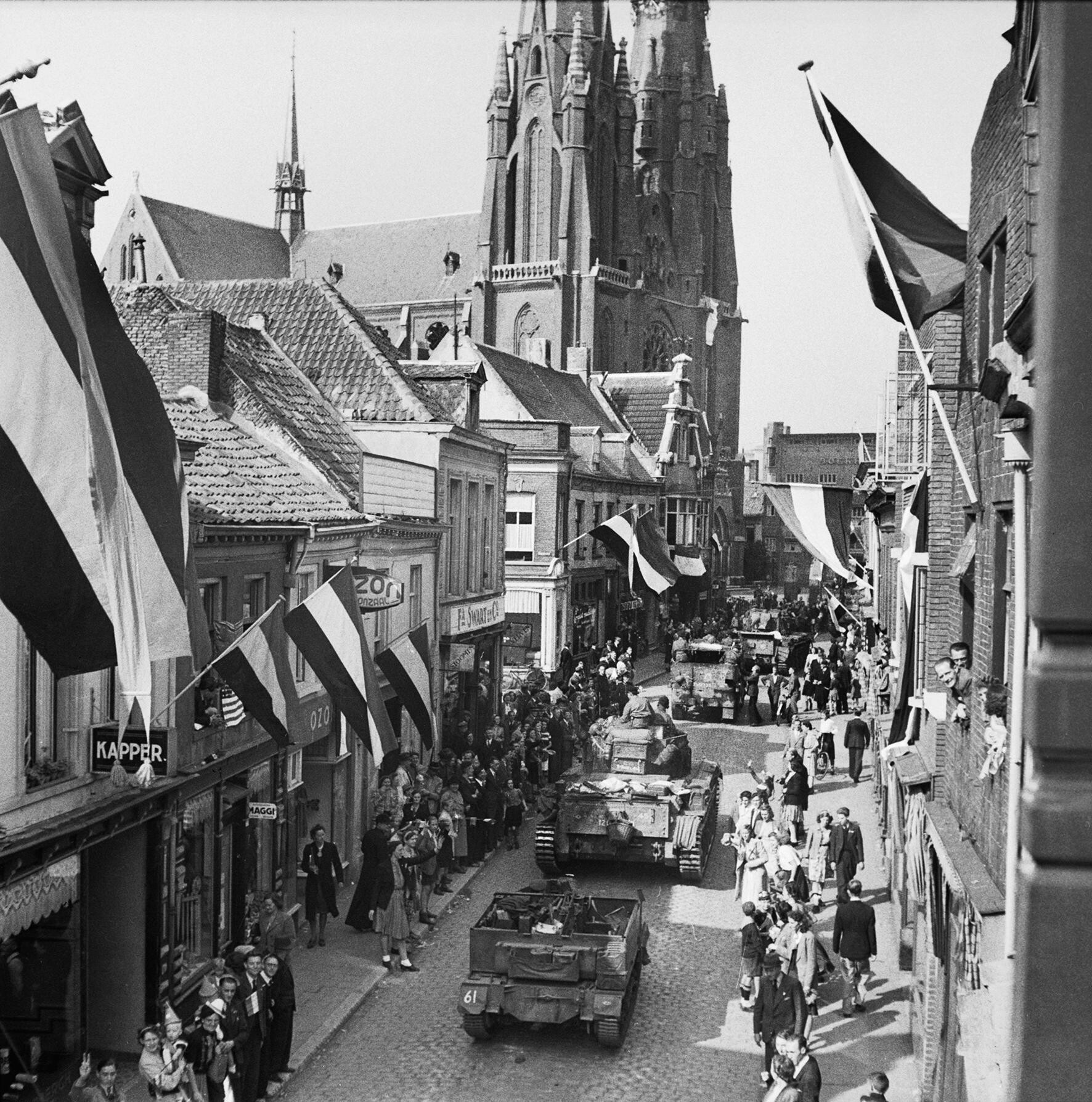
La popolazione di Eindhoven (durante la seconda guerra mondiale) guarda le Forze alleate entrare in città dopo la sua liberazione dalle forze dell'Asse il 19 settembre 1944

Una prima incursione aerea nella seconda guerra mondiale avvenne per opera della RAF tramite dei Mosquito il 6 dicembre 1942 prendendo di mira la fabbrica della Philips in centro. Durante l'attacco, morirono 148 civili. Le operazioni aeree su larga scala, tra cui il bombardamento della Luftwaffe il 19 settembre 1944 durante l'Operazione Market Garden, distrussero gran parte della città e uccisero 227 civili, lasciando 800 feriti in totale. La ricostruzione che seguì lasciò pochissimi resti storici e il periodo di ricostruzione del dopoguerra vide drastici piani di ristrutturazione in stile grattacielo, alcuni dei quali furono implementati. In quel momento storico, il rispetto per il patrimonio storico passò in secondo piano e, durante gli anni '60, fu costruito un nuovo municipio che andò a sostituire il suo predecessore neogotico (1867), demolito per far posto a un'arteria stradale progettata ma mai realizzata.

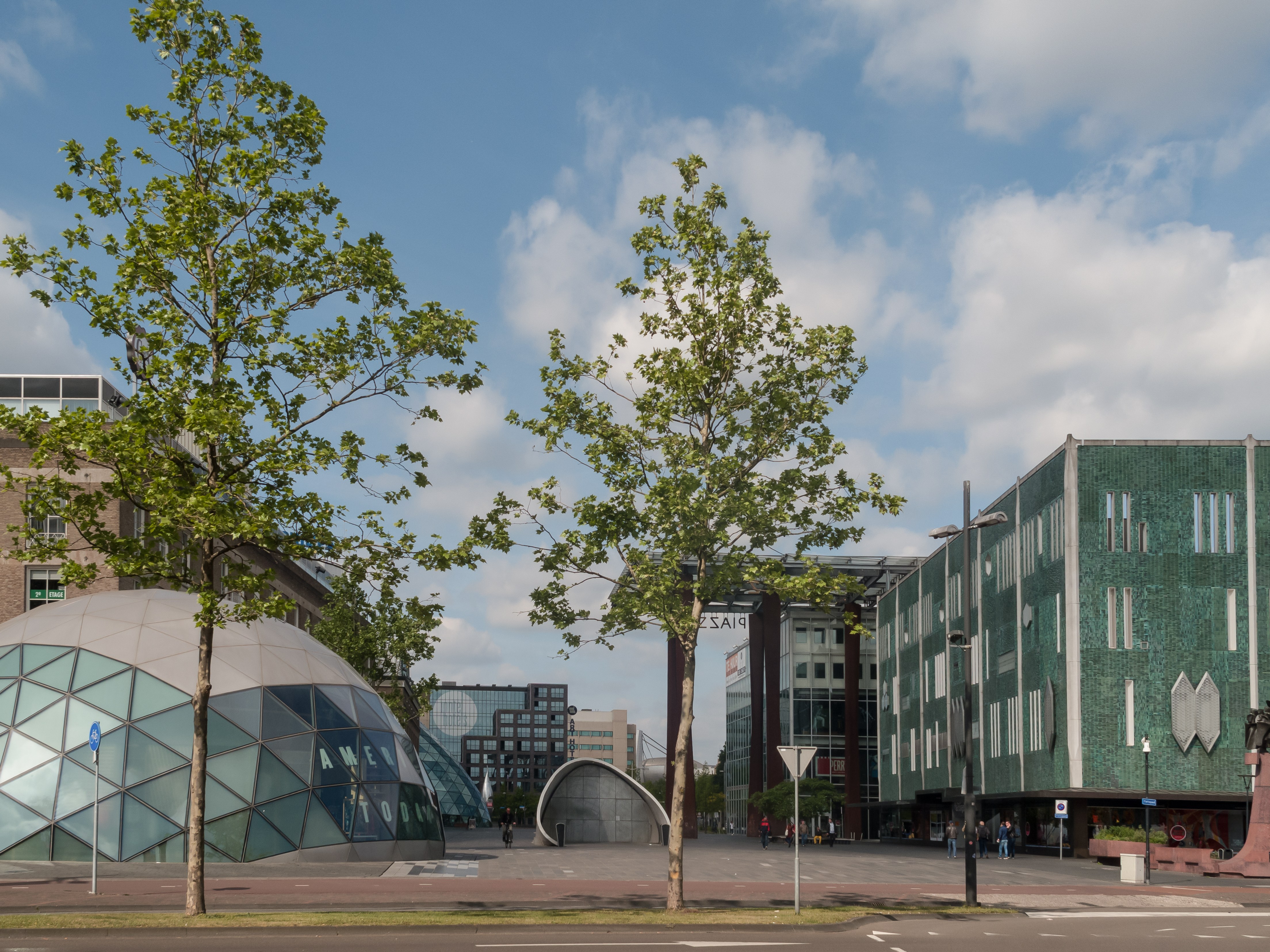
Scorcio di architetture moderne in città (18 Septemberplein-Vestdijk-Stationsplein)

Gli anni '70, '80 e '90 videro lo sviluppo abitativo su larga scala nei distretti di Woensel-Zuid e Woensel-Noord, rendendo Eindhoven la quinta città più grande dei Paesi Bassi. All'inizio del XXI secolo, nel sito del vecchio aeroporto di Welschap, a ovest di Eindhoven, fu costruito un nuovo quartiere cittadino chiamato Meerhoven. L'aeroporto stesso si era trasferito in precedenza in una nuova posizione, aprendo la strada alle nuove case urgentemente necessarie. Meerhoven rientra nel distretto di Strijp e si trova in parte su terreni annessi al comune di Veldhoven.

## Monumenti e luoghi d'interesse

### Architetture religiose
- Chiesa di Santa Caterina

### Opere e statue
- Flying Pins, ovvero i Birilli Volanti, una composizione scultorea degli artisti Claes Oldenburg e Coosje van Bruggen.

### Architetture civili
- Evoluon di Eindhoven, una struttura che ricorda un'astronave appena atterrata sulla Terra.

## Società

### Evoluzione demografica
Secondo le statistiche aggiornate al 30 aprile 2017 è la quinta città dei Paesi Bassi con 227.100 abitanti e si estende su un territorio pari a 88,28 km².

## Clima
| Eindhoven           | Mesi | Mesi | Mesi | Mesi | Mesi | Mesi | Mesi | Mesi | Mesi | Mesi | Mesi | Mesi | Stagioni | Stagioni | Stagioni | Stagioni | Anno |
| Eindhoven           | Gen  | Feb  | Mar  | Apr  | Mag  | Giu  | Lug  | Ago  | Set  | Ott  | Nov  | Dic  | Inv      | Pri      | Est      | Aut      | Anno |
| ------------------- | ---- | ---- | ---- | ---- | ---- | ---- | ---- | ---- | ---- | ---- | ---- | ---- | -------- | -------- | -------- | -------- | ---- |
| T. max. media (°C)  | 4,6  | 5,4  | 8,5  | 12,7 | 17,2 | 20,3 | 21,4 | 21,4 | 18,6 | 14,1 | 8,4  | 5,2  | 5,1      | 12,8     | 21,0     | 13,7     | 13,2 |
| T. min. media (°C)  | −0,5 | −0,4 | 1,6  | 4,1  | 7,9  | 10,7 | 12,3 | 12,1 | 10,0 | 7,0  | 3,1  | 0,8  | 0,0      | 4,5      | 11,7     | 6,7      | 5,7  |
| Precipitazioni (mm) | 73   | 47   | 69   | 47   | 63   | 73   | 70   | 63   | 67   | 70   | 65   | 69   | 189      | 179      | 206      | 202      | 776  |

## Etimologia
Sull'origine del nome "Eindhoven" sono state fatte molte supposizioni. Una di queste suggerisce che, sul luogo dove sorgeva la vecchia Eindhoven, si trovasse l'ultima (eind-) fattoria (-hoven) di una determinata rotta commerciale. Un'altra supposizione narra che vi fosse un antico forno, chiamato eenoven (un forno), il quale nome si sarebbe trasformato nel corso degli anni in Eindhoven.
Un altro filone suggerisce che il nome potrebbe derivare dalla contrazione dai termini dialettali eind (ovvero "ultimo" o "fine") e hove (o hoeve, una sezione di circa 14 ettari o paese). In ambito toponomastico, end ricorre comunemente come prefisso e postfisso nei nomi di strade e luoghi locali. Un "hove" comprendeva un appezzamento di terreno che un signore locale poteva cedere in usufrutto a privati (come gli agricoltori). Dato che una serie di tali appezzamenti esisteva intorno a Woensel, il nome Eindhoven potrebbe aver avuto origine con il significato di "ultimi rifugi sulla terra di Woensel".
Un'altra spiegazione è che "End" derivi da "Gender", un fiume che attraversa la città.

## Stemma cittadino
Lo stemma di Eindhoven è composto da due parti. In quella di sinistra viene raffigurato un leone rosso su campo argentato, mentre nella parte di destra vi sono tre corni argentati su sfondo rosso. Lo stemma unisce il leone del duca di Brabante e i corni del signore di Cranendonk. La prima attestazione di uno stemma è comparsa su un sigillo risalente al 1355. L'attuale stemma è stato fissato nel 1923.

## Cultura

### Musei
I centri culturali più importanti sono:
- Van Abbemuseum
- Muziekcentrum Frits Philips
- Stadsschouwburg Eindhoven
- Plaza Futura
- Effenaar
- Historisch OpenluchtMuseum Eindhoven
- DAF-museum.

### Vita notturna
La vita notturna di Eindhoven è sempre molto vivace. Ci sono numerosi caffè sulla Piazza Markt, ossia "piazza del mercato", come pure nelle altre vie centrali quali Stratumseind, Dommelstraat e Wilhelminaplein.
Al pari delle altre città del Brabante, Eindhoven festeggia un carnevale molto colorato e si trasforma così in Lampegat, in onore appunto della sua rinomata e sopracitata fabbrica di lampadine.

### Manifestazioni
Durante la primavera e l'estate si svolgono i seguenti avvenimenti:
- Fiësta del Sol
- Shine
- Virus Festival
- Jazz in Lighttown
- Reggae Sundance

## Sport
Particolare importanza ha il calcio. La maggiore squadra di calcio locale è il PSV, che gioca le sue partite casalinghe nel Philips Stadion. Nella sua storia il PSV ha vinto una Coppa dei Campioni, una Coppa UEFA e 24 campionati nazionali. Eindhoven ha anche un'altra squadra, l'FC Eindhoven, che milita in seconda serie.
Il nuoto e la pallanuoto sono ben rappresentati dal circolo anch'esso chiamato PSV.

## Economia
L'economia è incentrata principalmente sulle industrie Philips, DAF, Sendcloud, Signify e ASML.

## Tecnologia
Eindhoven è sicuramente il centro della tecnologia per quanto riguarda il sud dei Paesi Bassi. Un terzo del denaro destinato in questo stato alla ricerca e allo sviluppo, si concentra appunto ad Eindhoven. Gli studenti della Eindhoven University of Technology (Technische Universiteit Eindhoven), della Fontys Hogescholen e della Design Academy fanno sì che la popolazione sia in gran parte formata da giovani.
Un bell'esempio del patrimonio industriale di Eindhoven è la recentemente ristrutturata Witte Dame, costruzione che fu la fabbrica Philips. Attualmente ospita la biblioteca pubblica, la Design Academy e alcuni negozi. Davanti alla Witte Dame, si trova l'edificio che ospitava la vecchia fabbrica delle lampadine Philips che è adesso sede del museo della storia Philips. Il simbolo della città è comunque la struttura chiamata Evoluon, imponente edificio dalla forma avveniristica di navicella spaziale che è sede permanente di esposizioni sulla tecnica e lo sviluppo. Dalla fine degli anni ottanta, quest'edificio non ha più alcuna funzione pubblica. Una copia in scala ridotta è stata collocata nella città in miniatura Madurodam.
Inoltre Eindhoven ha ospitato la Robocup 2013, gara di massimo livello internazionale di robotica.

## Infrastrutture e trasporti

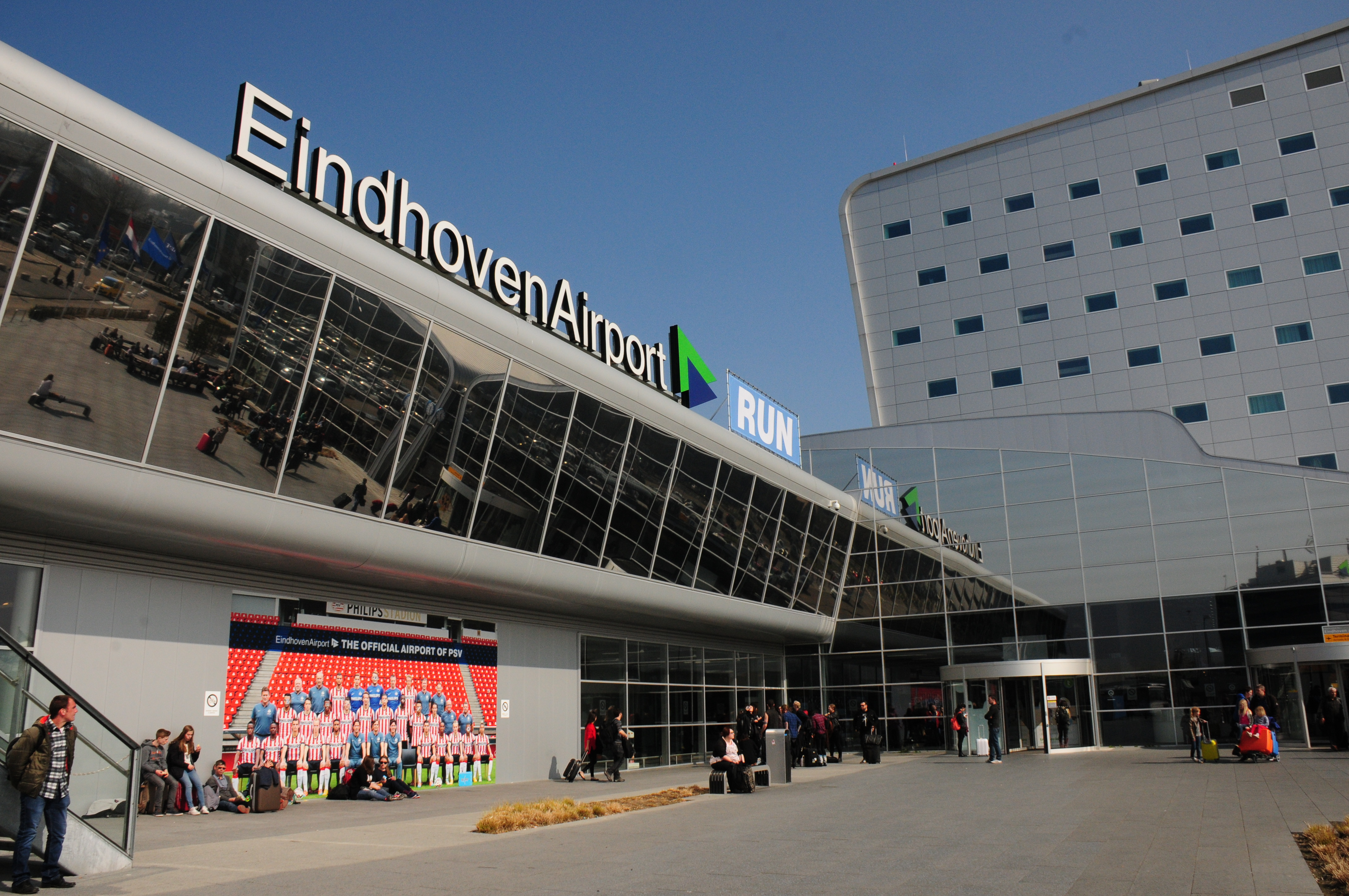
L'aeroporto di Eindhoven

Eindhoven ha un suo aeroporto a 10 km dal centro, l'aeroporto di Eindhoven (secondo aeroporto olandese), e due stazioni ferroviarie:
- Eindhoven, stazione centrale
- Eindhoven Strijp-S

## Amministrazione

### Gemellaggi
- Minsk, in Bielorussia